# First lady van de Verenigde Staten

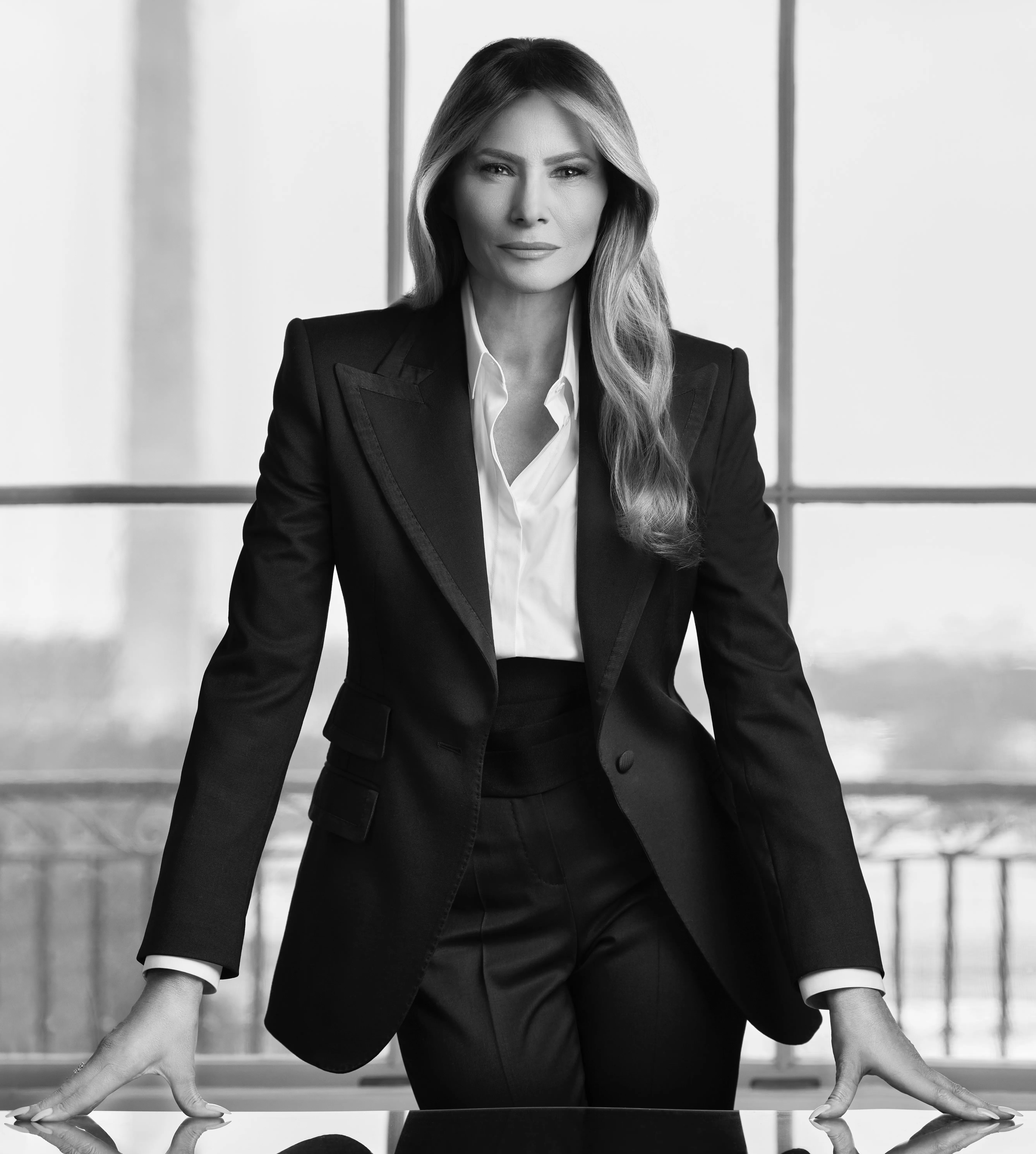
De huidige first lady Melania Trump

De first lady van de Verenigde Staten is de officieuze titel voor de gastvrouw van het Witte Huis. Omdat deze positie meestal wordt ingevuld door de vrouw van de president van de Verenigde Staten, denken vele mensen dat deze titel ook enkel voor hen van toepassing is. Echter, er zijn in het verleden ook first lady's geweest die niet met de president getrouwd waren. Bijvoorbeeld als de president vrijgezel of weduwnaar was of als de vrouw van de president niet in staat was om haar taken als first lady te vervullen. In deze gevallen werd die taak overgenomen door een vrouwelijk familielid of een goede kennis van de president.
De huidige first lady is Melania Trump. Er leven nog vier voormalige first lady's: Hillary Clinton, Laura Bush, Michelle Obama en Jill Biden. De first lady heeft traditiegetrouw naast het gastvrouwschap van het Witte Huis geen betaalde baan. Een uitzondering op deze ongeschreven regel was first lady Jill Biden (2021–2025).

## Oorsprong van de titel
De titel first lady als vrouw van een staatshoofd ontstond in de Verenigde Staten. In de begindagen van de republiek was er geen titel voor de presidentsvrouw. Velen van hen maakten hun eigen titel: Lady, Queen, Mrs. President en Mrs. Presidentress. Martha Washington, de allereerste presidentsvrouw werd als Lady Washington aangesproken. 

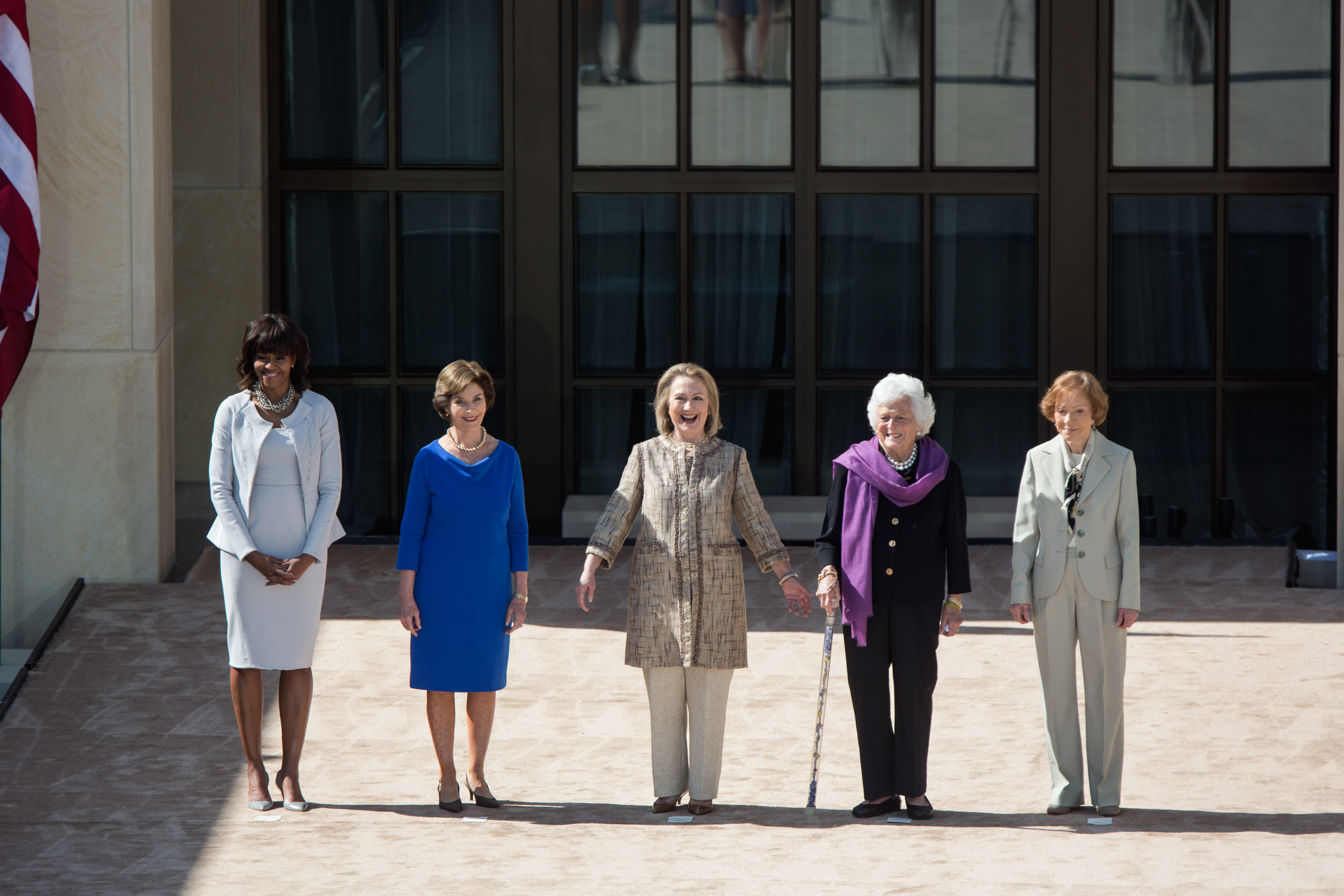
Vijf voormalige first lady's, van links naar rechts: Michelle Obama, Laura Bush, Hillary Clinton, Barbara Bush en Rosalynn Carter (foto uit 2013)

Naar verluidt werd  in 1849 naar Dolley Madison verwezen als first lady door president Zachary Taylor in zijn toespraak bij haar begrafenis. Er bestaat geen geschreven tekst meer van deze elegie.
Rond 1849 begon de titel gebruikt te worden in de hogere kringen van Washington. Het eerste geschreven bewijs van de term dateert van 3 november 1863 in het dagboek van William Howard Russell waarin hij schreef to gossip about the First Lady in the Land. De titel werd pas in 1877 door het hele land erkend toen journaliste Mary C. Ames naar Lucy Webb Hayes verwees als the First Lady of the Land bij de inauguratie van haar man Rutherford Hayes als president. Mevrouw Hayes was erg populair en de vele verslaggeving over haar activiteiten zorgden ervoor dat de titel veelvuldig gebruikt werd.
Later werd de titel standaard en waaide ook over naar andere landen.
Soms wordt het acroniem FLOTUS gebruikt (First Lady of the United States), analoog naar het iets meer gebruikte POTUS voor President of the United States. 
Soms worden ook afgeleide benamingen gebruikt voor leden van het gezin van de president, the first family. Zo werd Chelsea Clinton first daughter genoemd en stond Socks, de kat van de Clintons, bekend als first cat. 
De vrouw van de vicepresident  wordt ook wel second lady van de Verenigde Staten genoemd, maar deze titel komt minder voor. Sinds 2025 is Usha Vance de second lady, waarvoor Douglas Emhoff de second gentleman was.